# 梁以樟
梁以樟（1608年—1665年），字公狄，號确斋，又號鷦林，北直隸清苑縣（今河北清苑縣）人。明朝末年政治人物、學者。父梁應澤，巡撫郧阳、都察院右僉都御史，贈兵部右侍郎。崇禎己卯順天府解元，次年聯捷進士。官河南太康縣知縣。明亡不仕。

## 生平

### 入仕
梁以樟自幼身負才名，與兄梁以棻、弟梁以桂，並號「三梁」。以樟八歲在家塾中讀書，恰見墻壁開裂，作《壁裂歌》：「壁猛裂，龍驚出。」。十六歲，補弟子員，受知於名臣左光斗。崇禎十二年（1639年）中式己卯科鄉試第一，次年聯捷進士。命試騎射，進士們皆為文弱書生，不諳武藝，唯有以樟躍馬彎弓，射箭三發全部中的，眾人歎服。即授河南太康縣知縣。

### 守城
此時，李自成等農民軍已縱橫河南十餘年，梁以樟毅然前往赴任，訓練鄉勇，修築城堡，剿滅盜匪。調商丘縣知縣。崇禎十五年（1642年），李自成攻陷陳州，乘勝進犯歸德府城。梁以樟與推官王世琇、同知顏則孔、經歷徐一源、教諭夏世英、里居尚書周士樸率兵據守。城破，世琇、則孔、一源、世英、士樸皆死，以樟身中數刀，妻張氏及子女僕從亦遇害。以樟重傷甦醒之後，為人所救，逃往淮河，因失封疆被下獄。事跡載於《明史·忠義》。

### 南下
崇禎十七年（1644年）四月，北京陷落。福王立於南京，以樟自德州、臨清南下，見到史可法，出謀劃策。因南明朝廷腐敗，憤而棄官。可法仍舉其為兵部職方司主事，經理開封、歸德。不久，清軍破揚州，史可法兵敗殉國，繼而南京陷落。

### 隱居
亡國之後，以樟與兄以棻在寶應之葭湖，買田數十畝，躬耕自給。清初，朝廷召用不應。自築忍冬軒，講學其中。晚年與喬出塵、陳鈺、朱克生、劉中柱結文字社。康熙四年（1665年）七月十五日，以樟端坐作論學數百言，擲筆而卒，年五十八歲。

## 作品
工詩，有《卬否集》。《晚晴簃诗汇》錄其詩作。
- 安東道中

小邑連滄海，耕桑有萬家。
鹿疃齊麥秀，龍尾護隄沙。
要害分秦郡，神功控禹槎。
覽圖思黑子，建革感星華。
黃雲橫百里，落日大河隄。
謠俗分南北，江山割楚齊。
人家蠶月近，海徼鹵煙低。
膏雨勞田畯，侁侁服犢犁。